# VC Bottrop 90
VC Bottrop 90 – męski klub siatkarski z Niemiec z miasta Bottrop powstały w 1990 roku przez fuzję klubów Vereine VC Bottrop 69 i VC Eigen Bottrop 1974.
Od sezonu 2009/2010 występuje w 1. Bundeslidze pod nazwą RWE Volleys Bottrop.

## Rozgrywki krajowe

### Mistrzostwa Niemiec
| Sezon     | Rozgrywki          | Faza zasadnicza | Faza play-off |
| --------- | ------------------ | --------------- | ------------- |
| 2008/2009 | 2. Bundesliga Nord | 1. miejsce      | 1. miejsce    |
| 2009/2010 | 1. Bundesliga      | 9. miejsce      | ćwierćfinał   |

### Puchar Niemiec
| Sezon     | Osiągnięcie |
| --------- | ----------- |
| 2009/2010 | 1/8 finału  |

## Kadra w sezonie 2009/2010
- Pierwszy trener:  Teun Buijs
- Drugi trener:  Marco Donat

| Nr | Imię i nazwisko    | Data ur. | Wzrost | Pozycja      |
| -- | ------------------ | -------- | ------ | ------------ |
| 1  | Tim Elsner         | 1984     | 199    | przyjmujący  |
| 2  | Jan Terhoeven      | 1988     | 194    | atakujący    |
| 3  | Jean-Merlin Nziemi | 1974     | 198    | atakujący    |
| 4  | Ferdinand Stebner  | 1982     | 190    | przyjmujący  |
| 5  | Alex Stein         | 1978     | 195    | środkowy     |
| 6  | Jonas Kronseder    | 1987     | 190    | rozgrywający |
| 7  | Joram Maan         | 1981     | 197    | przyjmujący  |
| 9  | Tatu Säisä         | 1983     |        | środkowy     |
| 11 | Jan Romund         | 1983     | 201    | środkowy     |
| 12 | Torben Tidick      | 1983     | 194    | rozgrywający |
| 14 | Jonathan Winder    | 1986     | 203    | rozgrywający |
| 16 | David Kampa        | 1984     | 191    | libero       |
| 18 | Thomas Kröger      | 1979     | 188    | libero       |